# Port, Bern
Port är en ort och kommun i distriktet Biel i kantonen Bern, Schweiz. Kommunen har 3 898 invånare (2023).